# Mitterkirchen im Machland
Mitterkirchen im Machland è un comune austriaco di 1 737 abitanti nel distretto di Perg, in Alta Austria; ha lo status di comune mercato (Marktgemeinde).